# Cooköarnas riksvapen
Cooköarnas riksvapen har en sköld med de femton stjärnorna som man hittar på den nationella flaggan. En flygfisk (maroro) och en fetärna (kakaia) syns på var sin sida där även ett kors som symboliserar kristendom och en rarotongisk klubba (momore taringavaru) finns, som symboliserar Cooköarnas rikliga tradition. Oratorer använde dessa i sina traditionella predikans.
Hjälmen är en särskild ariki-huvudbonad (pare kura) av röda fjädrar som symboliserar betydelsen av det traditionella rankingsystemet.
Namnet på nationen syns under skölden.
Statsvapnet designades av Papa Motu Kora, en mataiapo, en traditionell chefstitel från byn Matavera på Rarotonga. Papa Motu är ministerchef för House of Ariki -- representanthuset för cheferna från alla av Cooköarnas öar. Han har hållit den här posten i många år och är känd i Cooköarna som tumu korero eller den traditionella oratorn.